# ザ・ブギーマン Resurrection
『ザ・ブギーマン Resurrection』（Bloody Murder 2: Closing Camp）は、2003年のホラー映画。『ジェイソン』の続編である。

## キャスト
- ケイティ・ウッドラフ（トレイシー）
- ケリー・ガニング（マイク）
- アマンダ・マガリアン（ソフィー）
- ティファニー・シェピス（アンジェラ）
- タイラー・セダスティン（ジェイソン）
- レイ・スミス（エルヴィス）
- アーサー・ベンジャミン（リック）
- トム・マレン（ライアン）
- レイン・アンダーソン（ジェームズ）
- ヴァージニア・メンドーサ（アニータ）
- ジョン・コルトン（ミラー保安官）
- カール・ストレッカー（ティム）
- ベンジャミン・シュナイダー（カーヴァー）

日本語吹替キャスト（役名不明）
桐本琢也／溝口敦／山田美穂／山本雅子／出口佳代

## スタッフ
- 製作：マーク・ビエンストック、ダイアン・コーネル
- 製作総指揮：リチャード・ゴールドバーグ、マーク・L・グリーンバーグ
- 監督：ロブ・スペラ
- 脚本：ジョン・R・スティーヴンソン
- 音楽：スティーヴン・M・スターン
- 撮影：カズオ・ミナミ、デヴィッド・トルーリ
- 編集：スティーヴン・エッケルベリー